# Hofterups kyrka

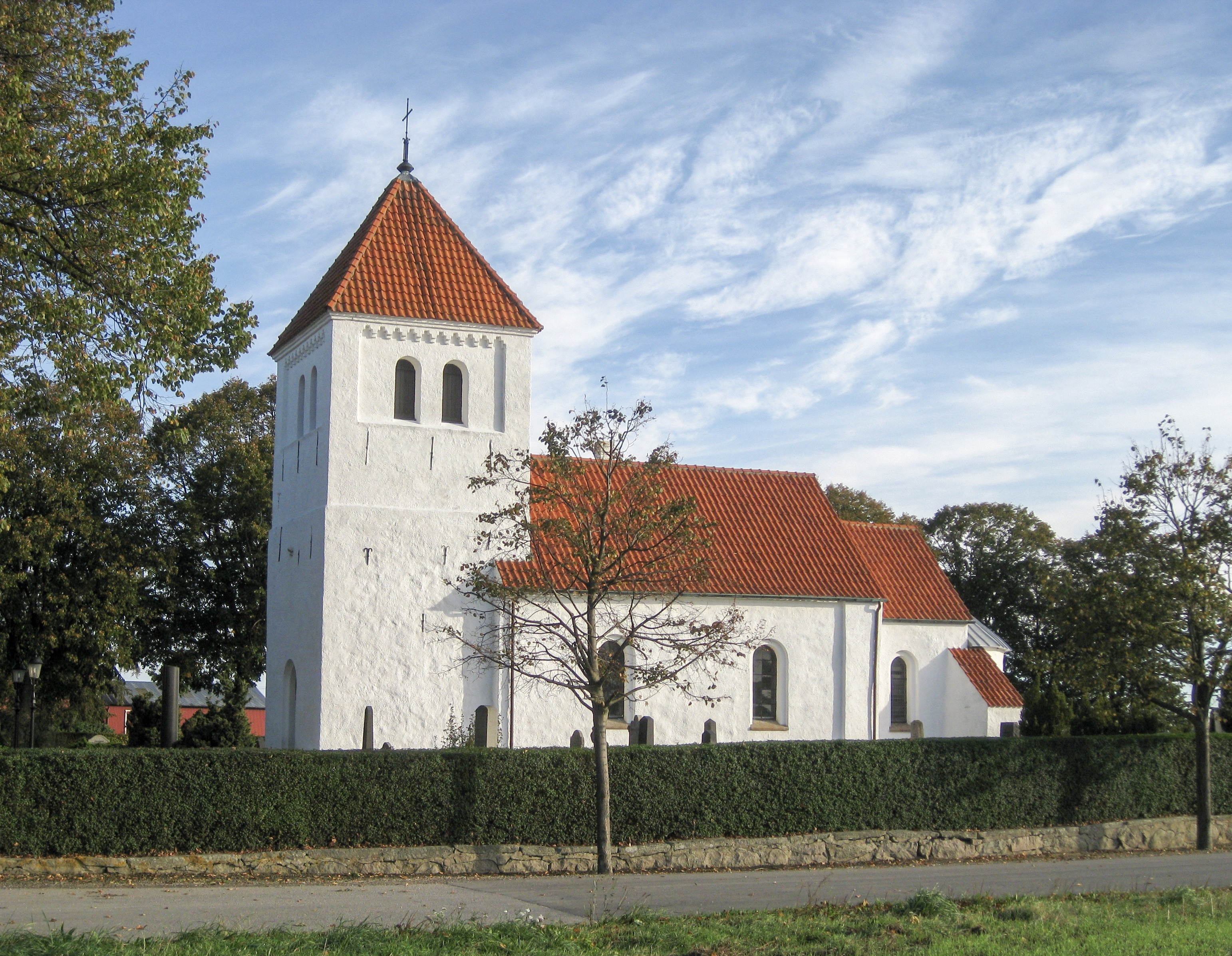
Hofterups kyrka

Hofterups kyrka, församlingskyrka i Dösjebro församling i Lunds stift. 

## Kyrkobyggnaden
Kyrkan daterades av Carl Georg Schultz till omkring 1075 och hävdade därmed att den var en av Danmarks äldsta stenkyrkor. Kyrkan är byggd med långhus, smalt kor samt halvrund absid. År 1861 byggdes tornet och klockorna flyttades in från en klockstapel som revs. De äldsta delar är byggda av skalmurar av kluvna flintstycken i jämna skift. Kärnan är gjuten av kalkbruk samt småstenar. Vid hörn och runt fönster finns sandsten. Kyrkan är helgad åt Sankt Andreas. I absid och kor finns kalkmålningar från 1100-talet. Bilderna ser avhuggna och halva ut. De fortsätter nämligen på vinden och är således målade innan valven slogs. Målningarna tros ha utförts av Finjagruppen. 1853 byggdes en korsarm i norr, i övrigt är exteriören välbevarad.
Under den tid då kyrkan byggdes var den hedniska vikingakonsten fortfarande vid liv, något som gestaltar sig i en lejonrelief av kritsten som finns inmurad i absidens yttermur.

## Inventarier
- Altaruppsatsen kom till kyrkan 1597.
- Bildhuggeriet på predikstolen utfördes av Sven Sjöberg 1751.
- Altartavlan målades 1754 av Christian Holst.
- Läktare och bänkinredning är från 1912.

### Orglar
- 1863 fick kyrkan sin första orgel med sex stämmor byggd av Johan Niklas Söderling, Göteborg.
- 1912 byggde av Eskil Lundén, Göteborg en orgel med sex stämmor.
- 1977 byggdes en helt ny mekanisk orgel av Åkerman & Lund, Knivsta. Den fick också sex stämmor och utformades som ett ryggpositiv

| Manual        | Pedal      | Koppel  |
| Gedackt 8´    | Subbas 16´ | Man/Ped |
| Principal 4'  |            |         |
| Spetsflöjt 4' |            |         |
| Waldflöjt 2'  |            |         |
| Cymbel 2 chor |            |         |

### Klockor
Kyrkans två klockor göts 1654 av Hans Meyer i Köpenhamn. 1949 sprack den lilla klockan och en ny göts av M & E Ohlssons klockgjuteri i Ystad. Den gamla lillklockan finns uppställd i vapenhuset. På en gravsten från 1700-talet, som finns inne i kyrkan, ser man tetragrammet JHWH.